# Allochrusa tadshikistanica
Allochrusa tadshikistanica är en nejlikväxtart som beskrevs av Boris Konstantinovich Schischkin. Allochrusa tadshikistanica ingår i släktet Allochrusa och familjen nejlikväxter. Inga underarter finns listade i Catalogue of Life.